# Den Blå Grotte
Den blå grotte (på italiensk: La grotta azzurra) er en havgrotte ved kysten på øen Capri ved Italien. Der er en indgang fra havet som ligger delvis under havoverfladen og flere indgange fra landsiden. Den er cirka 60 meter lang og 25 meter bred. Højden varierer fra en meter ved indgangen til 14 meter bagest i grotten.
Grotten har været kendt siden romertiden. I dag er det en populær turistattraktion.
Dens omtale i H.C. Andersens roman Improvisatoren i 1835 har ifølge italienske kilder bidraget til, at grotten blev internationalt berømt. H.C. Andersen skriver, at Capris indbyggere kaldte den hexehullet og at den blev opdaget af tyskerne Friis og Kopisch i 1831. 
I Bournonvilles ballet Napoli fra 1842 foregår anden akt i Den blå grotte.

## Henvisning
- H.C. Andersen, Improvisatoren. Specielt kapitel syv i anden del Eventyret i Amalfi. Den blaae Grotte på Capri.
- http://www.capri.com/en/grotta-azzurra Arkiveret 4. juni 2009 hos  Wayback Machine

40°33′40″N 14°12′20″Ø / 40.56102°N 14.20542°Ø